# Buloh Peudaya
Buloh Peudaya is een bestuurslaag in het regentschap Pidie van de provincie Atjeh, Indonesië. Buloh Peudaya telt 462 inwoners (volkstelling 2010).